# أرانب مخططة
أرانب مخططة (الإسم العلمي:Nesolagus)، هو جنس من الثدييات يتبع فصيلة الأرانب ضمن رتبة الأرنبيات. هناك ثلاثة أنواع من هذا الجنس، أحدهم انقرض حالياً.

## الأنواع
لهذا الجنس نوعان حالياً :
- الأرنب السومطري المخطط، Nesolagus netscheri
- أرنب أناميتي مخطط، Nesolagus timminsi